# Uskreven regel
 Der er for få eller ingen kildehenvisninger i denne artikel, hvilket er et problem. Du kan hjælpe ved at angive troværdige kilder til de påstande, som fremføres i artiklen.

En uskreven regel kan opfattes som en norm eller regel for social adfærd, som endnu ikke er nedskrevet eller generelt accepteret.
Et eksempel kan være: I fodbold sparker man bolden ud over sidelinjen, hvis en spiller fra det andet hold skades – og dommeren ikke umiddelbart reagerer. Når spillet starter igen, sparkes eller kastes bolden til holdet med den skadede spiller. Endelig kan man høre klap fra flere spillere som accept af handlingen.
| Samfund | Spire Denne samfundsartikel er en spire som bør udbygges. Du er velkommen til at hjælpe Wikipedia ved at udvide den. |